# Conioselinum morrisonense
Conioselinum morrisonense là một loài thực vật có hoa trong họ Hoa tán. Loài này được Hayata mô tả khoa học đầu tiên năm 1921.